# Alekseyev I-21
Alekseyev I-21 là một loại máy bay tiêm kích phản lực một chỗ, 2 động cơ. Nó được thiết kế và chế tạo ở Liên Xô trong giai đoạn từ năm 1945 tới 1948.

## Biến thể
- I-210 – Phiên bản đầu tiên trang bị động cơ Tumanskii RD-20 (bản sao chép của BMW 003). Không được phát triển thêm do động cơ Lyulka TR-1 được trang bị.[1]
- I-211 – Mẫu thử có thể bay được đầu tiên trang bị động cơ Lyulka TR-1, được chế tạo lại với tên gọi I-215.[2]
- I-211S –I-211 với cánh xuôi sau.[2]
- I-212 – Phiên bản cường kích 2 chỗ trang bị động cơ Klimov VK-1, bọc giáp bảo vệ, có radar Torii-1, 4 pháo 23mm. Được thử nghiệm chạy trên đường băng vào ngày 30/6/1948 nhưng sau đó mẫu thử không được thử nghiệm bay.[2][3]
- I-215 – I-211 chế tạo lại với động cơ Rolls-Royce Derwent V và vài sửa đổi nhỏ khác.[4]
- I-215D – I-215 có càng đáp 3 bánh chế tạo theo yêu cầu của OKB-1.[5][6]
- I-216 – Phiên bản tiêm kích hạng nặng đề xuất từ phiên bản I-215, trang bị 2 pháo 75mm và sửa đổi cánh.[7]
- I-217 – Phiên bản cánh xuôi trước trang bị động cơ Lyulka TR-2.[2][8]
- UTI-212 – Phiên bản huấn luyện đề xuất từ I-212[8]

## Tính năng kỹ chiến thuật (I-211)
Dữ liệu lấy từ Gordon,Yefim. "Early Soviet Jet Fighters"

### Đặc điểm riêng
- Tổ lái: 1
- Chiều dài: 11,54 m (37 ft 11,9 in)
- Sải cánh: 12,25 m (40 ft 2,28 in)
- Chiều cao: n/a
- Diện tích cánh: 25 m2 (268,8 ft2)
- Trọng lượng rỗng: n/a
- Trọng lượng cất cánh: 6.890 kg (15.189 lb)
- Trọng lượng cất cánh tối đa: n/a
- Động cơ: 2 động cơ phản lực Lyulka TR-1, lực đẩy 1.300kgp (2.866 lb st) mỗi chiếc

### Hiệu suất bay
- Vận tốc cực đại: 970 K/h (524,32 mph)
- Tầm bay: 1.550 km (962 miles)
- Trần bay: 13.600 m (44.619 ft)
- Vận tốc lên cao: 27,78 m/s (5416 ft/phút)

### Vũ khí
- 2 pháo 23mm

### Mẫu máy bay liên quan
- Aircraft 150
- VEB Type 152

### Máy bay có tính năng tương đương
- Gloster Meteor
- Sukhoi Su-9
- Sukhoi Su-11